# Morozivka, Koreț
Morozivka (în ucraineană Морозівка) este localitatea de reședință a comunei Morozivka din raionul Koreț, regiunea Rivne, Ucraina.

## Demografie
Componența lingvistică a localității Morozivka
     Ucraineană (99,12%)
     Alte limbi (0,88%)
Conform recensământului din 2001, majoritatea populației localității Morozivka era vorbitoare de ucraineană (99,12%), existând în minoritate și vorbitori de alte limbi.